# Wykładnia oświadczenia woli
Wykładnia oświadczenia woli polega - zgodnie z KC - na takim tłumaczeniu jego treści, jak tego wymagają (w danych okolicznościach) zasady współżycia społecznego oraz ustalone zwyczaje.
W przypadku interpretacji umów należy przede wszystkim badać, jaki był zgodny zamiar stron oraz cel zawieranej umowy. Dopiero w drugiej kolejności należy skupiać się na dosłownym brzmieniu umowy.